# Carl Reinthal
Carl Gottlieb Reinthal (* 7. Januarjul. / 18. Januar 1797greg. in Karkus, Gouvernement Livland; † 20. Septemberjul. / 2. Oktober 1872greg. in Dorpat, Gouvernement Livland) war ein deutsch-baltischer Pastor, Autor und Übersetzer.

## Leben und Wirken
Von 1814 bis 1817 studierte Reinthal an der Kaiserlichen Universität Dorpat Theologie; als Pastor-Adjunkt und dann als Pastor war er von 1828 bis 1844 in Rauge tätig. Über die Gründe seiner Abwahl vom dortigen Posten gibt es nur vage Angaben, berichtet wird, dass sein „Lebenswandel dem eines Pfarrers unangemessen war“, dass er „das Vertrauen seiner Gemeinde verloren habe“ oder dass er eine „langjährige Geliebte“ hatte. Anschließend war er Bankangestellter, von 1849 bis 1854 und dann von 1856 bis 1857 wirkte er als Redakteur der Zeitschrift „Das Inland“. Von 1851 bis 1853 leitete Reinthal als Präsident die Gelehrte Estnische Gesellschaft (GEG), deren Gründungsmitglied (1838) er war.
Am meisten Bekanntheit erlangte er durch seine Übersetzung von drei Vierteln des von Friedrich Reinhold Kreutzwald verfassten Epos Kalevipoeg, das zwischen 1857 und 1861 in den „Verhandlungen der Gelehrten estnischen Gesellschaft“ erschien. Kreutzwald war ursprünglich gegen eine zweisprachige Ausgabe, musste sich dann aber aus Gründen der Umgehung der Zensur dafür entscheiden. Allerdings war er nicht mit Reinthals Leistung zufrieden, weswegen er die letzten fünf der zwanzig Gesänge selbst übersetzte und von Georg Julius von Schultz, einem der Initiatoren des Epos, gegenlesen ließ. Auch Wilhelm Schott kritisierte Reinthals Übersetzung stellenweise.

## Schriften
- Ewangeliumi nink Epistli pühhast kirjast wäljakirjotetu, nink sedda körda möda säetu, kuis neid pühhapäewil nink pühhil kirrikun prugitas: Tarto-ma koggoduste tullus. [Carl Gottlieb Reinthal]. Riia, 1842.
- Tarto maa-keele Abits kost latse wõiwa täwweste lugemist opi: Manu om pantu 12 jutu lugemise-tükis. [Carl Gottlieb Reinthal]. Tarto, 1845.
- Kuis mõistlik mees, ke Jumala abbiga om jõudnu hennele rahhatenga korjata, sedda nidade wõip kaswu päle wäljapanda, et ta hääd renti ehk eentressi saap nink middake se mant ärra ei kao. Hä nõuw kigile Liiwlandima rahvale antu. [Carl Gottlieb Reinthal]. Tartu, 1850.
- Oppus, kuis Tallorahwa Rendikassa abbiga wõip tallomaid osta. [Carl Gottlieb Reinthal]. Tartu, 1851.
- Õppetus, kuida Tallorahwa Rendikassa abbiga wõib tallomaid osta. [C. G. Reinthal]. Tartu, 1851.